# Geoffroy de Mayet
Geoffroy de Mayet (Gaufredus de Maieto), né en Basse-Normandie et mort le 30 janvier 1258, est un évêque de Séez du XIIIe siècle.

## Biographie
Issu d'une famille noble de Basse-Normandie, il est chanoine et official de Rouen quand il est élevé au siège épiscopal de Séez. Il est probablement élu, vraisemblablement en 1241, date à laquelle il nomme à une cure. La chronique de Savigny le qualifie de maître. 
Geoffroy publie la même année pour l'abbaye de Saint-Pierre-sur-Dives et l'abbaye de Saint-André-de-Gouffern quelques statuts que le pape Innocent IV confirme en 1244. Il fait en 1243 la translation des corps saints conservés à Savigny. La même année, il réunit les deux paroisses d'Alençon en une seule, sous le vocable de la Notre-Dame, et en 1246 réunit également les deux paroisses d'Essai. 
En 1252, il fait construire la chapelle du palais épiscopal et dédie l'église des franciscains en l'honneur de saint Romain, archevêque de Rouen. Le 28 avril, il bénit l'église abbatiale de Saint-André-en-Gouffern.
Il participe au premier concile de Lyon en 1245, réuni à la demande du pape.
Geoffroy du Mayet meurt le 30 janvier 1258 suivant le nécrologe de l'Église de Rouen. Il est inhumé devant le grand autel de l'église abbatiale de Saint-André-en-Gouffern selon le nécrologe de Savigny.